# Helena Kopper
Helena Kopper (ur. 24 lutego 1910, zm. po 26 lutego 1952) – polska skrzypaczka, więźniarka kilku hitlerowskich obozów koncentracyjnych.

## Życiorys
Urodziła się w Płokach, powiat chrzanowski. Według własnych danych była profesorem muzyki, grała na skrzypcach. 24 czerwca 1940 została aresztowana przez gestapo za posiadanie antyniemieckich ulotek i umieszczona w krakowskim więzieniu. 15 października 1940 wysłano ją do obozu koncentracyjnego Ravensbrück, skąd 21 października 1942 przeniesiono ją do Auschwitz-Birkenau. W Auschwitz została skierowana do karnego komanda pracy, według własnych zeznań powodem tej kary było nielegalne palenie papierosów oraz nielegalne posiadanie listów. 27 grudnia 1944 Kopper znalazła się w Bergen-Belsen, gdzie została starszą bloków 224 i 27 (Blockälteste) oraz do policji obozowej. Kopper była odpowiedzialna za rozdawanie jedzenia oraz za utrzymanie porządku w blokach. Wiele kobiet zarzucało jej brutalne traktowanie, znęcanie się i poniżanie więźniarek. Miała ponoć zabierać jedzenie więźniarkom i zatrzymywać je dla siebie. Jej ulubioną metodą karania kobiet, było ich zmuszanie do długiego klęczenia, często na śniegu i lodzie, co miało doprowadzić do śmierci kilku z nich. Została również oskarżona o donoszenie na więźniarki.
Podczas procesu załogi Bergen-Belsen była przesłuchiwana przez swego obrońcę por. Jędrzejewicza oraz przez oskarżycieli: majora Munro, majora Cranfield, pułkownika Backhause, kapitana Robertsa oraz kapitana Fielden, kapitana Corally i kapitana Philipsa. Do kilku zarzutów znęcania się nad więźniami oskarżona przyznała się, innym zaprzeczała. Była też intensywnie wypytywana o innych członków załogi obozów, o ich czyny oraz o ich własny stosunek do tych osób. Kopper obciążyła swoimi zeznaniami między innymi strażniczkę Bormann, zarzucając jej poszczucie psem i pobicie oraz wtrącenie do karceru obozowego na 12 dni oraz strażniczkę Volkenrath, którą widziała podczas selekcji więźniów do komór gazowych. Kopper robiła wrażenie kobiety rozstrojonej nerwowo, podczas przesłuchań była nerwowa i nadpobudliwa.
W pierwszym procesie załogi Bergen-Belsen została skazana na 15 lat pozbawienia wolności. Z więzienia w zwolniono ją 26 lutego 1952. Dalsze losy nie są znane.